# Guess God Thinks I'm Abel
Guess God Thinks I'm Abel er en komposition af sangeren Liam Gallagher, som indgår på udspillet Don't Believe The Truth af Oasis fra 2005. Nummeret, som ikke er udgivet som single, men dog var tænkt sådan, fortæller eftersigende om forholdet til broderen, Noel Gallagher. 